# NGC 1648
NGC 1648 је лентикуларна галаксија у сазвежђу Еридан која се налази на NGC листи објеката дубоког неба.
Деклинација објекта је - 8° 28' 42" а ректасцензија 4h 44m 34,7s. Привидна величина (магнитуда) објекта NGC 1648 износи 14,6 а фотографска магнитуда 15,6. NGC 1648 је још познат и под ознакама MCG -1-13-4, Z 0441.2-0834, NPM1G -08.0183, PGC 15886, PGC 15920.